# Yukari Tamura
Pour les articles homonymes, voir Tamura.
Yukari Tamura (田村 ゆかり, Tamura Yukari), née le 27 février 1976 dans la préfecture de Fukuoka au Japon, surnommée Yukarin, est une chanteuse et seiyū japonaise travaillant pour amuleto.

## Rôles notables
- Akazukin dans Otogi-jushi Akazukin
- An Kohinata dans Sekaiichi Hatsukoi
- Bernkastel dans Umineko no Naku Koro ni
- Clala dans Quiz Magic Academy
- Coco Ninna-Nanna dans The Melody of Oblivion
- Elizabeth dans Black Butler (Kuroshitsuji)
- Hilda dans Cross Ange
- Hisako Ichiki dans X-Men
- Ichigo Morino dans Onegai Teacher et Onegai Twins
- Isami Omiya dans Kin-iro Mosaic
- Jibril dans No Game No Life
- Kaho dans Mayoi Neko Overrun!
- Kanako Kurusu dans Ore no Imouto ga Konna ni Kawaii Wake ga Nai
- Keikaichū dans Super HxEros
- Laegjarn et Lyre dans Fire Emblem Heroes
- Mai Kawasumi dans Kanon (visual novel)
- Masuzu Natsukawa dans Ore no Kanojo to Osananajimi ga Shuraba Sugiru
- Mei Sunohara dans Clannad
- Midori dans Mai-Otome
- Midori Sugiura dans Mai-HiME
- Mine dans Red Eyes Sword: Akame ga Kill!
- Nanoha Takamachi dans Magical Girl Lyrical Nanoha, Nanoha A's et StrikerS
- Navi dans Kaizoku Sentai Gokaiger
- Qiqi et Nahida dans Genshin Impact
- Ranpha Franboise dans Galaxy Angel et Galaxy Angel II
- Rika Furude et Frederica Bernkastel dans Higurashi no naku koro ni
- Rinne Ohara dans Island
- Rozalin dans Disgaea 2: Cursed Memories
- Ruru Amour/Cure Amour	dans HUGtto! PreCure
- Saki Hanano dans Gintama
- Suzuha Amane dans Steins;Gate
- Tenten dans Naruto
- Togame dans Katanagatari
- Tsukushi Tsutsukakushi dans The "Hentai" Prince and the Stony Cat.
- Yamada dans B Gata H Kei
- Onii Moon dans Moon Taisen

## Discographie

### Singles
- 1997 : Yūki wo Kudasai
- 1997 : WE CAN FLY (duet avec Yuria Hama)
- 1997 : Kagayaki no Kisetsu
- 1998 : REBIRTH ~Megami Tensei~ (générique de fin de Devilman Lady)
- 1999 : Kitto Ieru
- 2001 : summer melody
- 2002 : Love parade
- 2002 : Baby's Breath
- 2003 : Lovely Magic
- 2003 : Nemurenu Yoru ni Tsukamaete
- 2004 : Yumemitsuki no Alice
- 2004 : Little Wish ~lyrical step~ (générique de fin de Magical Girl Lyrical Nanoha)
- 2005 : Koi seyo Onnanoko (générique de début de Gokujō Seitokai)
- 2005 : Spiritual Garden (générique de fin de Magical Girl Lyrical Nanoha A's)
- 2006 : Dōwa Meikyū (générique de début de Otogi Jūshi Akazukin)
- 2006 : Princess Rose (générique de début de Otogi Jūshi Akazukin)
- 2007 : Hoshizora no Spica (générique de fin de Magical Girl Lyrical Nanoha StrikerS)
- 2007 : Beautiful Amulet (générique de fin de Magical Girl Lyrical Nanoha StrikerS)
- 2008 : mon chéri (en vente uniquement lors des concerts)
- 2008 : Bambino Bambina
- 2008 : Tomorrow
- 2009 : Metausa-hime ~Kuro Yukari Ōkoku Misa~ (en vente uniquement lors des concerts)
- 2009 : You & Me (par Tamura Yukari featuring motsu from m.o.v.e)
- 2010 : My wish, My Love (générique de fin de Magical Girl Lyrical Nanoha The Movie 1st)
- 2010 : Oshiete A to Z (générique de début de B Gata H Kei), c/w: Hadashi no Princess (générique de fin)
- 2011 : Platinum Lover's Day
- 2011 : Melo~n Ondo ~Festival of Kingdom~ (en vente uniquement lors des concerts)
- 2011 : Endless Story
- 2012 : Hohoemi no Plumage
- 2013 : W:Wonder tale
- 2013 : Fantastic future
- 2014 : Himitsu no door kara ai ni kite
- 2014 : Anone Love me Do
- 2015 : Sukidatte Ienakute

par Yamato Nadeshiko (duo temporaire avec Yui Horie)
- 2000 : Mou Hitori no Watashi
- 2001 : Merry Merrily

### Albums
- 1997 : WHAT'S NEW PUSSYCAT?
- 2001 : Tenshi wa Hitomi no Naka ni
- 2002 : Hana-furi Tsukiyo to Koi-youbi.
- 2003 : Aozora ni Yureru Mitsugetsu no Kobune.
- 2005 : Kohaku no Uta, Hitohira
- 2006 : Gin no Senritsu, Kioku no Mizuoto.
- 2008 : Izayoi no Tsuki, Canaria no Koi.
- 2009 : Komorebi no Rosette
- 2010 : Citron no Ame
- 2011 : Harumachi Soleil
- 2013 : Rasen no Kajitsu

### Compilation
- 2003 : True Romance
- 2007 : Sincerely Dears...
- 2012 : Everlasting Gift
- 2015 : Early Years Collection

### DVD
- 2002 : sweet chick girl
- 2004 : Peachy Cherry Pie
- 2004 : Tamura Yukari Summer Live 2004 - Sugar Time Trip
- 2006 : Tamura Yukari *Cutie♡Cutie Concert 2005*
- 2007 : Tamura Yukari LIVE 2006-2007 *Pinkle Twinkle☆Milky Way*
- 2008 : Tamura Yukari Love♡Live *Chelsea Girl*
- 2009 : Tamura Yukari Love♡Live *Dreamy Maple Crown*
- 2010 : Tamura Yukari Love♡Live *Princess à la mode*
- 2011 : Tamura Yukari LOVE♡LIVE *Mary Rose & Starry Candy Stripe*
- 2012 : Tamura Yukari LOVE♡LIVE *I Love Rabbit*
- 2013 : Tamura Yukari LOVE♡LIVE *Fall in Love*
- 2013 : 17-sai dayo?! Yukari-chan Matsuri!!
- 2014 : Tamura Yukari LOVE♡LIVE *Cute'n♡Cute'n Heart*
- 2014 : Tamura Yukari LOVE♡LIVE *Fruits Fruits♡Cherry*&*Caramel Ribbon*
- 2015 : Tamura Yukari LOVE♡LIVE *Lantana in the Moonlight*
- 2015 : Tamura Yukari LOVE♡LIVE *Sunny side Lily*

## Concerts

### Personal concerts
- Tamura Yukari First Live ~Aozora ni Yureru Mitsugetsu no Kobune.~
- Tamura Yukari Summer Live☆*Sugar Time Trip*
- Countdown Event 2004-2005: Chiisa na Onegai☆Chiisa na Ippo
- Tamura Yukari Live Tour 2005 *Spring fever*
- Tamura Yukari *Cutie Cutie Concert 2005*
- Tamura Yukari Concert Tour 2006 *fancy baby doll*
- Tamura Yukari *Pinkle☆Twinkle Party* 2006 Winter supported by ANIMAX
- Tamura Yukari 2007 Summer * Sweet Milky Way *
- Tamura Yukari Love♥Live 2008 *Chelsea Girl*
- Tamura Yukari LOVE♥LIVE 2009 *Dreamy Maple Crown*
- Tamura Yukari LOVE♥LIVE 2009 - 2010 *Princess à la mode*
- Tamura Yukari LOVE♥LIVE 2010 *STARRY☆CANDY☆STRIPE*
- Tamura Yukari LOVE♥LIVE 2011 Spring *Mary Rose*
- Tamura Yukari LOVE♥LIVE 2012 *I Love Rabbit*
- Tamura Yukari LOVE♥LIVE 2012 Autumn *Fall in Love*
- Tamura Yukari LOVE♥LIVE 2013 *Cute'n ♡ Cute'n Heart*
- Tamura Yukari LOVE♥LIVE 2013 Autumn *Caramel Ribbon*
- Tamura Yukari LOVE♥LIVE 2014 Spring *Fruits Fruits ♡ Cherry*
- Tamura Yukari LOVE♥LIVE 2015 Winter *Lantana in the Moonlight*

### Autres concerts
- Animelo Summer Live 2008 -Challenge-
- Animelo Summer Live 2009 -RE:BRIDGE-
- Animelo Summer Live 2010 -evolution-
- MUSIC JAPAN Shin Seiki Anison SP.3
- Animelo Summer Live 2011 -rainbow-
- Animelo Summer Live 2012 -INFINITY∞-
- Animelo Summer Live 2013 -FLAG NINE-

### Autres
- 2007 : KONAMI OFFICIAL BOOKS Tamura Yukari Shashinshū Sorairo.
- 2011 : Tamura Yukari Shashinshū Yukaringo